# Луис Альберто дель Парана
Луис Осмер Меса (Luis Osmer Meza), более известный как Луис Альберто дель Парана (21 июня 1926 года, Альтос, Кордильера, Парагвай — 15 сентября 1974 года, Лондон, Великобритания) — музыкант, певец, композитор, певец и исполнитель Парагвая. Это один из парагвайских артистов большой международной популярности; он считается одним из символов парагвайской музыки.

## Биография
Родился 21 июня 1926 года в округе Альтос, департамент Кордильера. Закончил начальные курсы в городе Ипакараи. Луис был четвёртым из восьми братьев и сестер. Его единственная сестра Обдулия (Чикита Меза) тоже являлась певицей. Его братья Рейнальдо и Оскар дель Альба также посвятили себя музыке. 
В 1942 году, в возрасте шестнадцати лет, во время "Первого конкурса районов" он представлял Кампо-Гранде в сопровождении Умберто Баруа и арфиста Дино Гарсиа.
Его мать умерла 15 августа 1956 года в возрасте 67 лет, когда Луис Альберто был на гастролях в Европе. Его отец Хосе Доминго Энсина Гонсалес был сельским учителем; он также играл на гитаре и пел.
Он женился впервые на Лиссетте Кайроли, француженке из цирковой семьи. Во второй раз он женился на испанской танцовщице Кармен Кабальеро Гонсалес де лас Навас, от которой у него было двое детей: Луис Мануэль и Кармен Фабиола.
После возвращения из турне по Центральной Америке, Луис Альберто дель Парана (сценический псевдоним, который он принял в Мексике) сформировал трио парагвайцев "Los Paraguayos Threesome" с Дино Гарсиа и Аугустином Барбозой по инициативе поэта и политика Эпифанио Мендеса Флейтаса. В 1953 году правительство Парагвая выделило каждому артисту по $3200 на распространение парагвайской музыки в Европе в рамках «Официальной культурной миссии». 
Когда контракт истек, группа распалась, и Парана сформировал группу «Los Paraguayos» со своим братом Рейнальдо Меса, Рубито Мединой и Хосе де лос Сантос Гонсалесом. Они быстро записали в Нидерландах два альбома для Philips: «Famous Latin American Songs» и «Ambassador of Romance», которые имели большой успех.
Он был одним из первых латиноамериканских исполнителей в Европе в конце шестидесятых и семидесятых, кто записывался для Philips, крупнейшего лейбла в мире тех времен. Записал более 500 песен (записаны на плёнку), а также побил рекорды продаж дисков. В 1971 году получил в Германии «Золотой Глобус» за продажу более 30 миллионов дисков, продано 650000 кассет. Побывал более чем в 76 странах во время гастролей и получил восемь золотых дисков.
Выступил в Мэдисон-сквер-гарден, Нью-Йорке, Лондоне, Париже, London Palladium, Латинском квартале в Токио, концертном зале имени Чайковского в Москве, Royal Variety Performance, где 4 ноября 1962 года выступал с The Beatles, на Фестивале в Сан-Ремо в 1966 году.

## Смерть
Умер в Лондоне, в результате инсульта, в воскресенье 15 сентября 1974 года, в Prembridge Court Hotel.
Его гроб был доставлен в Асунсьон, откуда он был перенесён многими высокопоставленными лицами, включая президента Парагвая. Много людей собиралось на улицах, чтобы попрощаться со своим кумиром. Была проведена трансляция «Цепи боли», где почти все радиостанции Парагвая и соседних стран объединились, чтобы передать минуты его погребения от прибытия гроба в аэропорт до итальянского кладбища (Cementerio de la Recoleta).
Считается «послом парагвайской музыки» и «солдатом искусства Парагвая».